# Betty Garrett
Betty Garrett (* 23. Mai 1919 in St. Joseph, Missouri; † 12. Februar 2011 in Los Angeles, Kalifornien) war eine US-amerikanische Schauspielerin, Sängerin und Tänzerin.

## Leben

### Familie und Ausbildung
Betty Garrett wurde als Tochter von Curtis Garrett und dessen Ehefrau Octavia in St. Joseph im Buchanan County in Missouri geboren. Ihre Eltern zogen nach Seattle um, als Garrett drei Jahre alt war. Der Vater arbeitete als Handlungsreisender. Aufgrund seines unsteten Lebenswandels und seines Alkoholismus lebte die Familie ständig in finanzieller Bedrängnis. Die Ehe wurde schließlich geschieden; ihre Mutter heiratete ein zweites Mal, ihren früheren Verlobten, den sie wegen ihrer Ehe mit Curtis Garrett zuvor verlassen hatte. Betty Garrett besuchte die Annie Wright School in Tacoma im US-Bundesstaat Washington. Dort organisierte sie Theateraufführungen und machte ihre ersten schauspielerischen Erfahrungen; ihre Abschlussrolle hatte sie in der Shakespeare-Komödie Was ihr wollt.
Auf Empfehlung der Tänzerin Martha Graham erhielt Garrett ein Stipendium für die Neighborhood Playhouse School of the Theatre in New York City, wohin Garrett mit ihrer Mutter im Sommer 1936 zog. Ab September 1936 studierte sie Tanz bei Martha Graham und Anna Sokolow, Schauspiel bei Sanford Meisner, Musik und Gesang bei Lehman Engel und Dramatischen Unterricht, insbesondere Rollenstudium für Shakespeare bei Margaret Webster.

### Theater
Ihr professionelles Schauspieldebüt gab sie 1938 in einer Produktion des Mercury Theatre in einer Inszenierung des Theaterstücks Dantons Tod von Orson Welles. Garrett war als Zweitbesetzung für eine kleinere Rolle engagiert; außerdem übernahm sie die Stimme eines schreienden Kindes hinter der Szene.
1942 gab sie ihr Debüt am Broadway in einer kleinen Rolle in der Revue Of V We Sing; 1943 übernahm sie eine kleine Rolle in dem Musical Let Freedom Sing von Harold Rome. Der Produzent Mike Todd engagierte Garrett 1943 als Zweitbesetzung von Ethel Merman und für eine kleine Rolle in dem Musical Something for the Boys von Cole Porter; aufgrund einer Erkrankung Mermans übernahm Garrett für einige Vorstellungen die weibliche Hauptrolle. Daraufhin verpflichtete sie der Produzent Vinton Freedley für die Musicals Jackpot und Laffin Room Only. Der Durchbruch am Broadway gelang ihr 1946 mit dem Musical Call Me Mister von Harold Rome, insbesondere durch den Song South America Take It Away, in dem sie sich ironisch über die Vorliebe der Amerikaner für Rumba und Samba beklagte. Ende der 1950er Jahre war sie am Broadway noch als Ella Peterson in dem Musical Bells Are Ringing von Jule Styne zu sehen; 1958 waren sie und Larry Parks die Zweitbesetzung für Judy Holliday und Sydney Chaplin an deren spielfreien Tagen.
Auf der Bühne war Garrett bis in hohe Alter aktiv: am Broadway spielte sie 1989/1990 in dem Musical Meet Me in St. Louis; 2001 übernahm sie die Rolle der Hattie Walker in dem Musical Follies von Stephen Sondheim, in dem sie den Song Broadway Baby interpretierte. 2007 trat sie in Los Angeles als die in einem Altersheim lebende Schauspielerin Sarita Myrtle in dem Bühnenstück Waiting in the Wings von Noël Coward auf.

### Film und Fernsehen
Aufgrund ihrer Broadway-Erfolge erhielt sie von Louis B. Mayer einen Vertrag bei Metro-Goldwyn-Mayer; zunächst für ein Jahr. Im Januar 1947 gab sie ihr Filmdebüt in dem Filmdrama Big City; unter der Regie von Norman Taurog verkörperte sie die Nachtclubsängerin Shoo Shoo O’Grady. Nach einer weiteren Vertragsverlängerung spielte Garrett in dem Musical Words and Music, einer Filmbiografie über das Leben von Richard Rodgers und Lorenz Hart. Darin übernahm sie die Rolle von Peggy Lorgan McNeil, die Lorenz Hart, gespielt von Mickey Rooney, aufgrund seiner geringen Körpergröße zurückweist. In diesem Film interpretierte sie den Song There’s a Small Hotel.
Ihren größten Filmerfolg hatte sie 1949 in dem Filmmusical Heut’ gehn wir bummeln als resolute Taxifahrerin Brunhilde Esterhazy, die ein Auge auf den Matrosen Chip (Frank Sinatra) geworfen hat. Nach einer längeren Pause kehrte sie 1955 mit dem Filmmusical Meine Schwester Ellen, einer Geschichte über zwei Schwestern, die in New York ihr Glück als Künstlerinnen versuchen, auf die Filmleinwand zurück. an der Seite von Janet Leigh verkörperte sie die Rolle der Ruth Sherwood, die eine Karriere als Schriftstellerin anstrebt.
Seit den 1960er Jahren arbeitete Garrett auch für das Fernsehen. Sie übernahm Episodenrollen in verschiedenen Fernsehserien, unter anderem in Auf der Flucht, Love Boat, Mord ist ihr Hobby, Golden Girls und Grey’s Anatomy. Einen besonderen Erfolg beim Fernsehpublikum errang sie in den 1970er Jahren mit der Rolle der liberalen Nachbarin Irene Lorenzo in der Sitcom All in the Family. In der Sitcom Laverne & Shirley übernahm sie Rolle der Zimmerwirtin Edna Babish, die schließlich Lavernes Vater heiratet.

## Auszeichnungen
1975 wurde sie mit dem Golden Globe Award in der Kategorie Beste Nebendarstellerin – Serie, Mini-Serie oder TV-Film ausgezeichnet. 2003 erhielt sie einen Stern auf dem Hollywood Walk of Fame.

## Privates
Im Frühjahr 1944 lernte Garrett in Hollywood bei einem Schauspiel-Workshop des Actor's Lab den Schauspieler Larry Parks kennen. Die beiden heirateten am 8. September 1944; der Schauspieler Lloyd Bridges war Trauzeuge. Die Ehe hielt bis zu Parks’ Tod im Jahre 1975. Aus der Ehe gingen zwei Söhne hervor, der Schauspieler Andrew Parks und der Komponist Garrett Parks.
Parks, der Mitglied der Kommunistischen Partei der USA (CPUSA) war, musste Anfang der 1950er Jahre vor dem Komitee für unamerikanische Umtriebe aussagen und wurde auf die Schwarze Liste gesetzt; dies führte auch bei Garrett zu einem Karriereeinbruch. Garrett und Andrew spielten in diesen Jahren Theater, gingen auf Tournee, spielten Sommertheater, traten in Revuen auf und gastierten mit Vaudevilles, unter anderem auch in Großbritannien.
Garrett starb am Morgen des 12. Februar 2011 im Ronald Reagan UCLA Medical Center in Los Angeles an einem Aortenaneurysma. Wenige Tage zuvor hatte sie am Theatre West in North Hollywood noch eine Musical-Klasse für Studenten geleitet.

## Filmografie (Auswahl)
- 1948: Big City
- 1948: Words and Music
- 1949: Spiel zu dritt (Take Me Out to the Ball Game)
- 1949: Neptuns Tochter (Neptune's Daughter)
- 1949: Heut’ gehn wir bummeln (On the Town)
- 1955: Meine Schwester Ellen (My Sister Eileen)
- 1957: The Shadow on the Window
- 1964: Auf der Flucht (The Fugitive; Fernsehserie, Folge Escape into Black)
- 1973–1975: All in the Family (Fernsehserie, 24 Folgen)
- 1976–1981: Laverne & Shirley (Fernsehserie, 97 Folgen)
- 1978: Love Boat (Fernsehserie, Folge Rocky/Julie's Dilemma/Who's Who?)
- 1987; 1991: Mord ist ihr Hobby (Murder, She Wrote; Fernsehserie, 2 Folgen)
- 1992: Golden Girls (The Golden Girls; Fernsehserie, Folge Old Boyfriends)
- 1998: Der lange Weg zurück (The Long Way Home; Fernsehfilm)
- 2006: Grey’s Anatomy (Grey's Anatomy; Fernsehserie, Folge Break on Through)
- 2009: Dark and Stormy Night